# 산드비켄시

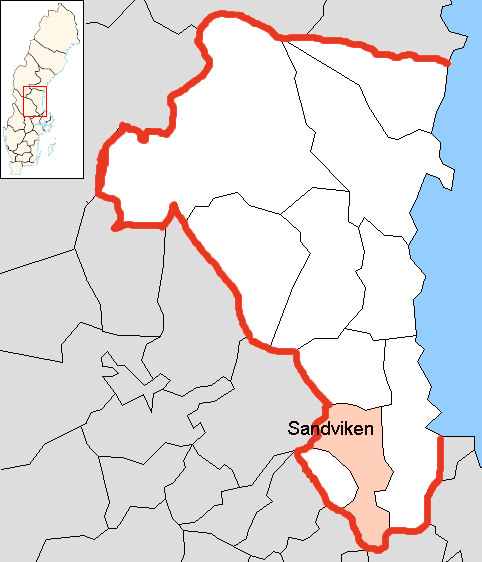
산드비켄 시의 위치

산드비켄시(스웨덴어: Sandvikens kommun)는 스웨덴 예블레보리주에 위치한 지방 자치체로 행정 중심지는 산드비켄이며 면적은 1,297.07 km2, 인구는 38,949명(2016년 12월 31일 기준), 인구 밀도는 30명/km2이다.

시 문장